# Þóra Björg Helgadóttir
Þóra Björg Helgadóttir, född 5 maj 1981, är en isländsk fotbollsspelare som var fotbollsmålvakt i bland annat svenska FC Rosengård och för Islands landslag. Den 20 maj 2014 meddelade Þóra Helgadóttir via Twitter att hon skulle lämna FC Rosengård och återvända till Island. Tillbaka på Island igen så började spelade hon för Fylkir 2014. Sedan 2016 spelar hon för det isländska klubben Stjarnan. 2018 anklagade hon en före detta isländsk förbundskapten för att ha misskött sitt jobb.

## Meriter
- Isländsk mästare: 8 gånger
- Isländsk cupmästare: 6 gånger

### Utmärkelser
- Årets idrottare i Kópavogur 2005 och 2006
- Årets målvakt 2012 och 2013 på Fotbollsgalan[5]

### Fotnoter
1. ↑  Antalet matcher och mål endast för säsongen 2001